# Dannys
Dannys var ett dansband som startades 1971 i Helsingborg i Sverige. De har sålt över 250 000 skivor, och var 1974 bland de första med att spela in "Gråt inga tårar". Andra berömda låtar är Den gamla handelsboden och En kvinna ser tillbaka. Dannys var ett av de mer namnkunniga banden som var aktiva under dansbandens guldålder. Bandet hade sina största framgångar under 1970-, 1980- och i viss mån 1990-talet. 

## Historik

### 1970-talet
Bandet bildades 1971 i Perstorp och fick skivkontrakt med RCA Electra i Stockholm. Första albumet blev en framgång, och låg bland annat före Paul McCartney på Kvällstoppen. Andra albumet släpptes 1974, och blev också det framgångsrikt. Under resten av 1970-talet släpptes ytterligare sex album, bland annat det rockigare "Rock On" 1979.
Ulf Gustafsson på klaviatur och dragspel, Ingvar Wihlborg på trummor, Calle Olsson på bas och Calle Stensson på gitarr, sax/sång var alla med under hela 1970-talet (från starten 1971), medan Boris Engh och Tommy Björkman under var sin period var sångare. Även egenproducerat material från bandets Calle Stensson och Ulf Gustafsson spelades in på 1970-talet. Dannys blev snabbt under 1970-talet ett populärt dansband som turnerade i hela Sverige.

### 1980-talet
Från mitten av 1980-talet och en bra bit in på 1990-talet hade bandet stundtals publikmässig framgång och turnéplanen innehöll 130-150 spelningar/år på den svenska krog- och folkparksscenen. Bandet samarbetade under denna tid med produktionsbolaget Tonart/YBM samt under första halvan av 1980-talet med skivbolaget Scranta grammofon i Karlskoga.
1980-talet inleddes för bandets del med albumet Foxtrot 1981, som bland annat innehöll låtar som Det är dags att börja bugga, Marie Marie och Med vinden kom en sång. Dannys var även först i Sverige med att spela in "Fågeldansen" ("The Birdie Song"), som låg på detta album.
1984 började den nya sångaren Mats Kärrlid och basisten Dan Olsson i bandet.
1986 släpptes singeln "Sommardansen", en egenproducerad låt skriven åt Dannys av Hasse Andersson. Singeln testades till Svensktoppen.
1986 blev Ola Nordén från Helsingborg bandets sångare (senare även basist). 1987 hade bandet framgångar med låten "Den gamla handelsboden", och 1988 släpptes albumet Danspärlor som blev en nytändning och ledde till ett uppsving för bandet i folkparkerna. Peo Lindholm (gitarr/sång/saxofon) ersatte Dan Olsson (bas) som slutade i bandet. Dannys samarbetade delvis med musikproducenten Lars O. Karlsson under delar av 1980-talet (tidigare Abba, Vikingarna med flera).
1989 ersattes Ola Nordén av Magnus Sköld från Hässleholm som bandets sångare/basist, han kom att stanna i bandet till 1999.

### 1990-talet
I slutet av 1980- och början av 1990-talet slutade originalmedlemmarna Calle Stensson (1990) och Ingvar Wihlborg (1992). Under perioder fungerade Berth Bengtsson från Perstorp förtjänstfullt som den 5:e "Dannyn".Efter att ha turnerat sedan 1970-talet gjorde bandet TV-debut 1991 i Hasse "Kvinnaböske" Anderssons program Hasses (SVT2) där bland andra Peps Persson och Jarl Borssén medverkade. En rad olika TV- och radioframträdanden följde under första halvan av 1990-talet, till exempel Bingolotto, I afton dans, TV4 Halland/Skaraborg. I början av 1990-talet släpptes flera singlar som 1992 blev albumet Mona Lisa, utgivna på Frituna Produktion och producerade av Lars-Åke Svantesson. Alla låtar utom tre var originallåtar skrivna av Ulf Gustafsson, de övriga skrevs av Hasse Andersson ("Lördagkväll"), Peter LeMarc ("Ett av dom sätt") samt en låt av bandets gitarrist/andresångare Peo Lindholm ("En kväll i Köpenhamn"). Bandets trummis Ingvar Wihlborg slutade efter lång och trogen tjänst i bandet 1992, och ersattes av perstorpfödde Allan Dittrich (f.d. Chinox, sedan 2008 trummis i Wizex).
1993 lämnade Peo Lindholm bandet. Det spelades in fyra radiosinglar till ett kommande album på Mariann Grammofon. Låten "Säg mig", en sångduett mellan Magnus Sköld och Jenny Öhlund, blev en framgång. Dannys tävlade med låten i Höstens melodier, där den vann överlägset. Låten låg på Svensktoppen under flera veckor, och spelades i TV. Titelspåret gav bandet en form av "nytändning". 
1994 for Dannys till USA för att tävla om musikpriset "The Distant Accord Award", där man vann. Samtidigt släpptes samlingsalbumet "Du, bara du" i Sverige, som sålde i omkring 30 000 exemplar. Låten "Du bara du" gick också in på Svensktoppen, med framgångsrika placeringar.
I mitten av 1990-talet lämnade Allan Dittrich bandet, och ersattes av Andy Lundberg från Kristianstad. Peo Lindholm återvände under ett och ett halvt år tillfälligt till bandet, därefter gick bandet ner till fyra man. Dan Gustavsson ersatte Peo Lindholm, och medverkade fram till 1999. Åren 1997–1999 samarbetade bandet med Göran Lindberg och turnerade i Sverige med honom. Tillsammans släppte de även två singlar, och titelspåret på den första singeln, "Vildrosens dal" som Ulf Gustafsson skrev, hamnade på Svensktoppen i 11 veckor. Mot slutet av 1998 släppte man albumet "Jag vill leva idag" och under andra halvan av 1999 började Martin Rydnemalm samtidigt som Ola Nordén från Helsingborg gjorde comeback i bandet. 1999 släppte man albumet "Öppna ditt hjärta" på skivetiketten Skåneton.

### 2000-talet
2001 släppte Dannys singeln "Det finns en liten ängel" i Sverige, och låten spelades flitigt i radio, och var under en period i april 2001 den mest spelade låten i Norge. Låten låg också i flera veckor på bland annat norska Dansbandstoppen. Singelns baksida "Jag ger dig rosor" testades också på flera listor. Dannys släppte även en musikvideo. 
2001 släppte man även "Jag ger dig rosor", med 17 nyinspelade låtar. 2001 slutade gitarristen Martin Rydnemalm och ersattes av Kent Notefors. I december 2001 släpptes även en singel med "Jag ger dig rosor" och "Det finns en ängel" på danska.
2002 startade man med "I afton dans" i Sveriges Radio P4, och efter stor framgång valde man ut låten "Förbannad" att tävla på topplistan, och låten låg kvar samtliga tävlingsveckor. Man släppte radiosingel "Brevet", hämtad från bandets jubileumsalbum. Trummisen Ulf Kvist slutade i bandet och ersattes av Mats Bengtsson från Ängelholm.
2003 släpptes en ny cd-singel "När jag ser en stjärna falla", en originallåt av Ulf Gustafsson. Singelns titelspår tog sig bland annat in på Dansbandstoppen, Sverigetoppen och Svenska topplistan. Bandet engagerades även till forumet "Nöjeskalaset", men fick ställa in på ekonomiska problem. Bandet spelade även upp till "sista dansen" på Bäckaskog, ett legendariskt sommarställe i Jonstorp. Samtidigt slutade Mats Bengtsson och ersattes av Christer Mårtensson.
2005 släpptes samlingsalbumet "Tillsammans", som även innehöll fyra nyskrivna låtar av Ulf Gustafsson, Jonas Lindau och Berth Bengtsson. 
2008, efter flera försök att hitta rätt man på klaviatur och dragspel, beslöt man att kontakta Svenne Landgren som blev ny medlem i bandet.
I november 2011 meddelade man att bandet slutar att turnera.
År 2011 lades Dannys ner.
2021 fyllde Dannys 50 år, vilket firades med jubileumsboxen 50 år-50 hits. 1000 numrerade exemplar gavs ut. Det bästa av de bästa. En låtskatt med över 250 originalinspelningar och en booklet som innehåller intervjuer, fakta och bilder.

## Medlemmar
- Ulf Gustafsson - keyboard, dragspel (1971–2005)
- Ingvar Wihlborg - trummor (1971–1990)
- Calle Olsson - bas (1971–1984)
- Carl-Arne Stensson - gitarr, saxofon, sång (1971–1990)
- Boris Engh - sång (1971)
- Tommy Björkman - sång (1976)
- Dan Olsson - bas (1986–1987)
- Peo Lindholm - Gitarr, sång, saxofon (1988–1993, 1995–1996)
- Magnus Sköld - sång, gitarr, bas (1989–1999)
- Dan Gustavsson (1996–1999)
- Allan Dittrich - trummor (1990–1992)
- Andy Lundberg - trummor (1992–2001)
- Martin Rydnemalm - gitarr (1990–2001)
- Christer Mårtensson - Trummor, sång (2003–2009)
- Andreas Olson - gitarr (2008–2010)
- Mats Bengtsson - trummor (2002–2003)
- Ola Nordén - sång, gitarr (1986–1989), (1999–2011)
- Håkan Larsson - trummor, sång (2009–2011)
- Lennarth Bengtsson - Keyboards, dragspel, sång (2010–2011)
- Svenne Landgren - Stealgitarr, dragspel, klav. (2009–2011)
- Mats Kärrlid,  1986
- Jonas Lindau, 2005
- Göran Lindberg,  1998
- Uffe Kvist, 2002

## Diskografi

### Album
- Dannys - 1973
- Åter på väg - 1974
- Hej Svejs - 1975
- The Elephant Song - 1976
- Boogie Woogie Rock'n Roll - 1977
- Om du vill - 1978
- Rock On - 1979
- Foxtrot - 1981
- Danspärlor - 1988
- Mona Lisa - 1992
- Jag vill leva i dag - 1998
- Öppna ditt hjärta - 1999
- Jag ger dig rosor - 2001
- Tillsammans - 2005

50 år med DANNYS, Jubileumsbox med 50 år-50 hits inklusive booklet.
2021

### Singlar
- En äkta rock'n roll, 1973
- Stilla natt, 1973
- Gråt inga tårar, 1975
- Du sa farväl, 1977
- Att få vakna här hos dig, 1977
- Trettifyran, 1981
- Möt mig i Malmö, 1983
- Sommardansen, 1986
- Den gamla handelsboden, 1987
- Vildandens sång, 1988
- Hej du spelman, 1990
- Lördagkväll, 1991
- Mona Lisa, 1991
- Du bara du, 1993
- Vildrosens dal, 1997
- Du har en vän, 1998
- Tack kära 1900-tal, 1999
- Det finns en ängel, 2001
- Der er en engel, 2001
- Brevet, 2001
- När jag ser en stjärna falla, 2003
- Tillsammans, 2005

## Melodier på Svensktoppen
- Du, bara du - 1993
- Säg mig - 1994
- Vildrosens dal - 1997 (med Göran Lindberg)

### Testades men missade listan
- Sommardansen - 1986
- Du har en vän - 1998 (med Göran Lindberg)

### Fotnoter
1. ↑  ”Svenska dansband - Dannys (1977)”. Arkiverad från originalet den 31 december 2013. https://web.archive.org/web/20131231000602/http://www.svenskadansband.se/img3477.search.htm. Läst 9 maj 2009.
2. ↑  ”Får jag lov”. 14 mars 2011. http://www.danslogen.se/nyhet/3031/kommentarer#k. Läst 4 januari 2012.